# Centrão
Nella politica brasiliana, per centrão (lett. grande centro) si intende un insieme di partiti politici che non possiedono un'ideologia specifica e che tendono ad assicurare il proprio sostegno al governo, indipendentemente dal suo colore politico, affinché questo garantisca loro vantaggi e permetta loro di distribuire privilegi per mezzo di reti clientelari. A dispetto del nome, il centrão non si compone solo di partiti di orientamento strettamente centrista ma comprende al suo interno anche partiti conservatori e pigliatutto. Ne fanno parte, in genere, parlamentari del cosiddetto "basso clero" (baixo clero), deputati di secondo piano mossi da interessi personali e localistici e dediti a pratiche clientelari note in Brasile come fisiologismo.

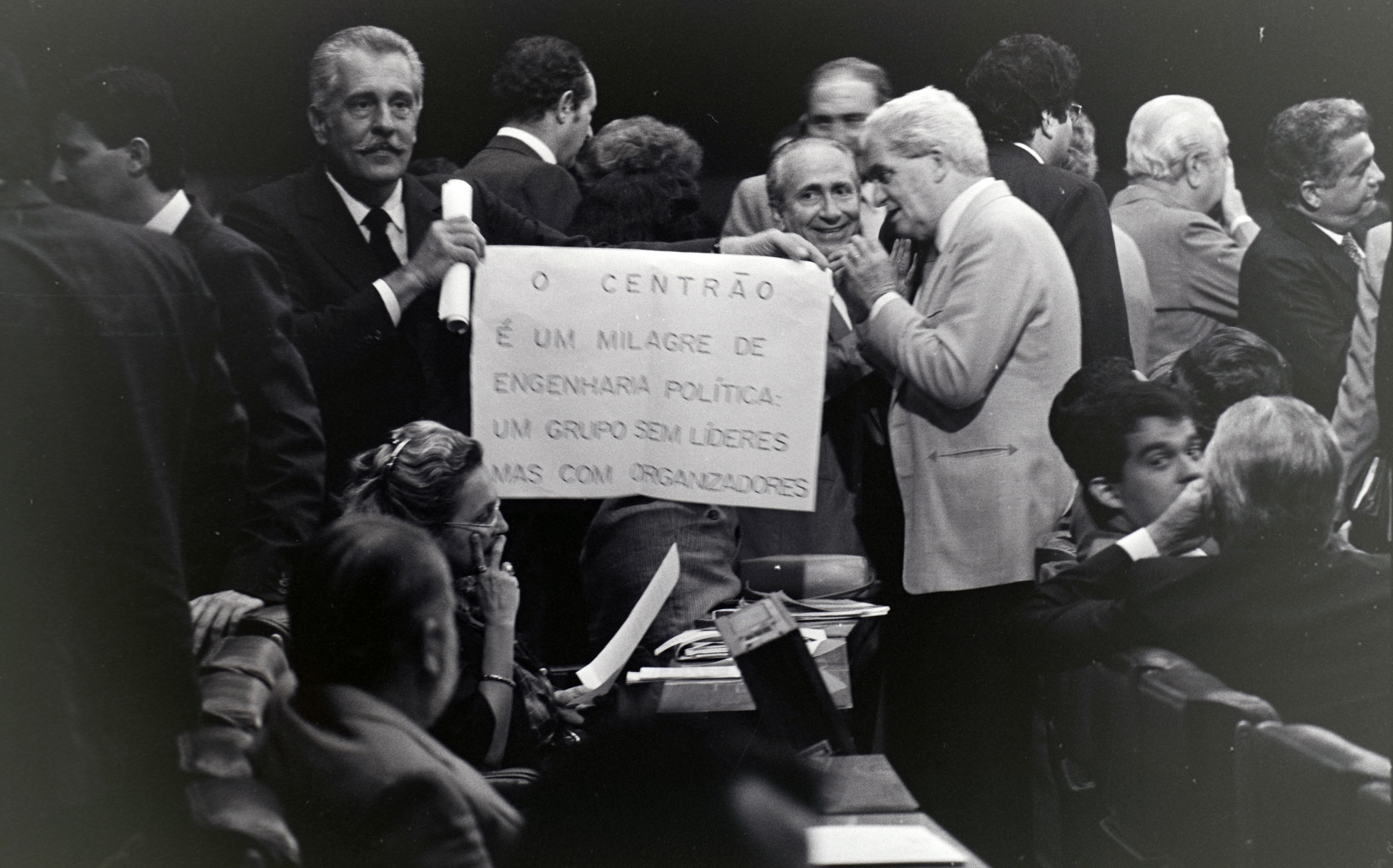
I deputati Ricardo Ferreira Fiúza e Amaral Netto espongono un cartello durante una seduta dell'Assemblea Nazionale Costituente del 1987: "Il Centrão è un miracolo di ingegneria politica. Un gruppo senza leader ma con organizzatori".

## Storia

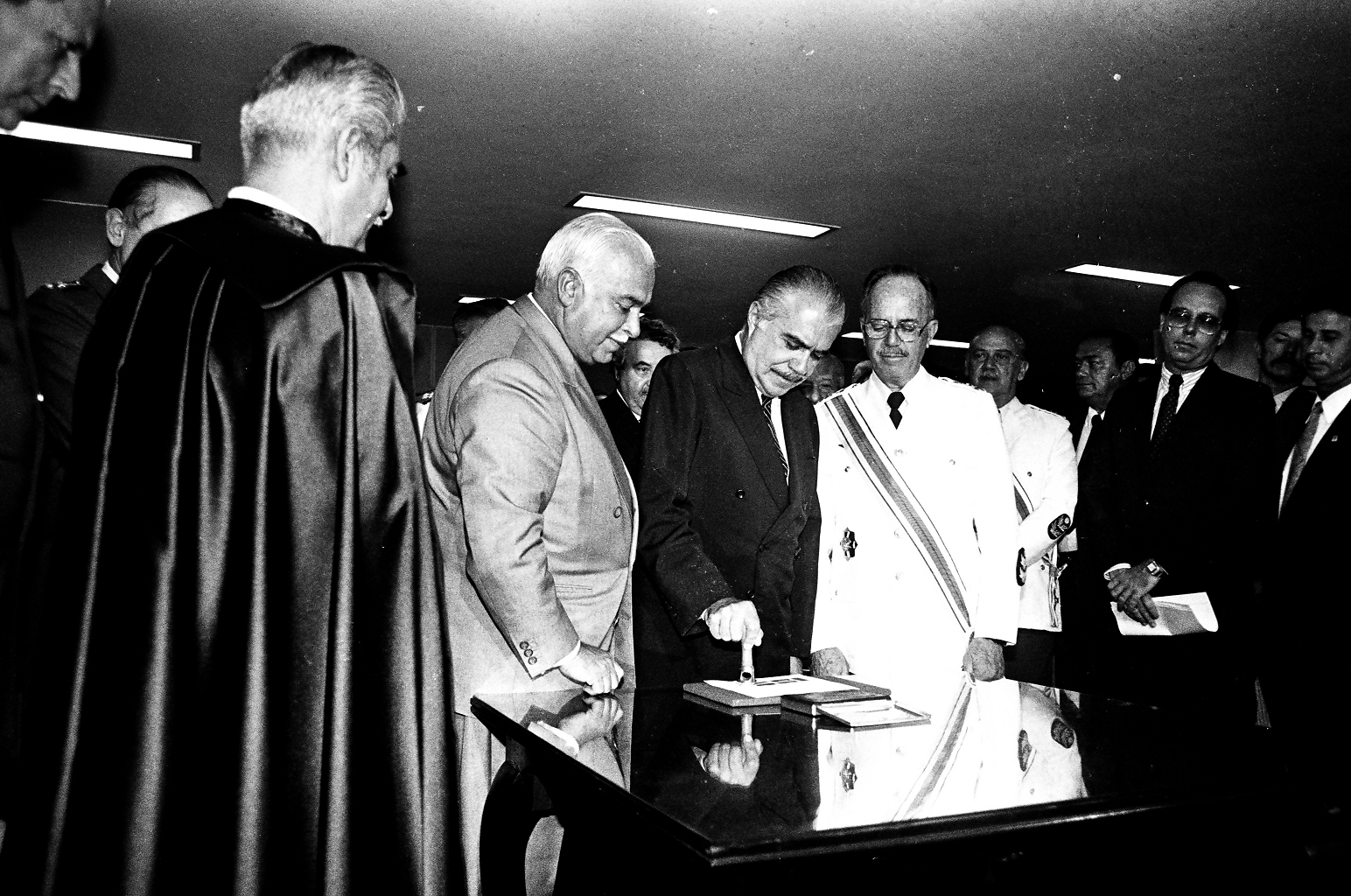
Il presidente del Senato federale e leader del PFL, Antônio Carlos Magalhães, firma la Costituzione federale del 1988 insieme al presidente José Sarney.

Il centrão nacque all'interno dell'Assemblea Nazionale Costituente del 1987-1988. In questo contesto, esso era formato da cinque partiti: Partito del Fronte Liberale (PFL), Partito Liberale (PL), Partito Democratico Sociale (PDS), Partito Democratico Cristiano (PDC) e Partito Laburista Brasiliano (PTB), a cui si unirono fazioni del Partito del Movimento Democratico Brasiliano (PMDB). I parlamentari del centrão sostennero il governo di José Sarney e furono determinati nel processo di approvazione della Costituzione, negoziando il proprio appoggio in cambio di cariche e benefici.

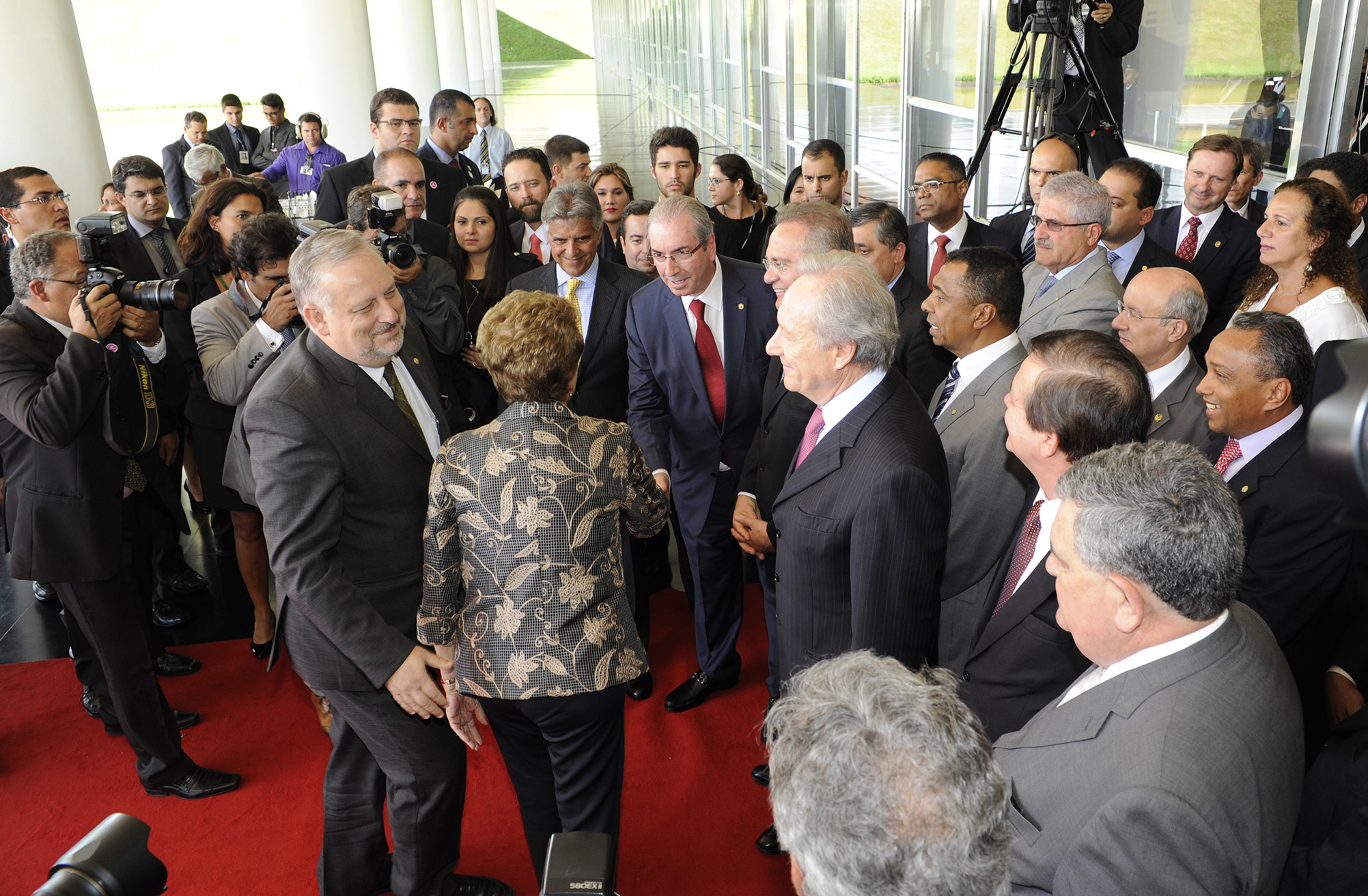
La presidente Dilma Rousseff saluta il presidente della Camera Eduardo Cunha (PMDB) durante una sessione solenne del Congresso nel febbraio del 2016, dopo l'inizio del suo processo di impeachment.

Nel corso dei decenni successivi, l'appoggio dei partiti del centrão è stato fondamentale per i governi di Fernando Henrique Cardoso, Luiz Inácio Lula da Silva e Dilma Rousseff. Nel 2016 sempre questi partiti sono stati determinanti nel processo di impeachment a carico della presidente Rousseff, a cui è succeduto il vice Michel Temer, esponente del PMDB e storico leader parlamentare del centrão.
In seguito alle elezioni presidenziali del 2018, dove avevano appoggiato il candidato moderato Geraldo Alckmin, i partiti del centrão hanno sostenuto in parlamento il nuovo presidente Jair Bolsonaro. Con la vittoria di Lula alle presidenziali del 2022, i partiti del centrão sono entrati a far parte del nuovo governo ottenendo anche, in cambio del loro appoggio, il ripristino di alcuni ministeri precedentemente soppressi.

## Partiti delCentrão
Sono considerati parte del centrão i seguenti partiti politici:
- Repubblicani
- Progressisti
- Partito Laburista Brasiliano
- Movimento Democratico Brasiliano
- Podemos
- Partito Sociale Cristiano
- Partito Liberale
- Agir
- Unione Brasile
- Patriota
- Partito Social Democratico
- Avante
- Solidariedade